# رينو، كونت دامارتين
رينو من دامارتين (بالفرنسية: Renaud de Dammartin)‏ (1165-1227)؛ كان كونت بولوني منذ 1190؛ وكونت دامارتين منذ 1200 حتى 1214، وكونت أومال منذ 1204 حتى 1214، هو ابن ألبريك الثالث من دامارتين ومارغريت من كليرمون.
كان رينو صديق الطفولة لـ فيليب الثاني أغسطس، إلا أن مع إصرار والده قاتل من أجل بلانتاجانت، ولكنه عاد إلى جانب فيليب، وتزوج من ماري من شاتيون ابنة غي الثاني، كونت شاتيون وأديل دي درو من العائلة المالكة.
بناء على نصيحة فيليب ترك رينو ماري جانباً، وتزوج من إيدا، كونتيسة بولوني؛ وبذلك أصبحت كونتية بولوني تابعة لملك فرنسا، وليس لكونت فلاندرز، على الرغم من هذا الزواج الذي جعل رينو أقوى، إلا أنه أصبح محاط بـ أعداء من قبل أسرة درو، وأيضا أسرة غوينيس الذي كان أحد أفرادها مخطوباً من إيدا.
في 1204 جعل فيليب رينو كونت أومال، وأيضا منحه بعض الأراضي في نورماندي التي كانت تعود إلى ويليام الأول، كونت بولوني، فيما يبدو أن فيليب بدأ يقر بالمطالبة بـ بولوني بهما، ففي 1211 رفض الامتثال أمام الملك فيليب حول مسائل قانونية مع دعوى فيليب دي درو، أسقف بوفين؛ وبذلك استولى فيليب على أراضيه، وفي 4 مايو 1212 في لامبيث عقد رينو اتفاقاً مع الملك جون الذي فقد هو الآخر أغلب ممتلكاته في فرنسا لصالح فيليب، استطاع رينو جلب بعض النبلاء أوروبا بما في ذلك كونت فلاندرز إلى هذا ائتلاف ضد فيليب، بالمقابل تم منحه بعض الإقطاعات في إنجلترا ودخل سنوي، وأيضا كل واحد منهم يلتزم بعدم تحقيق صلح منفصل مع فرنسا.
أيضا بالمشاركة مع الإمبراطور أوتو الرابع وفرديناند كونت فلاندرز قاموا بالهجوم على فرنسا في 1214 والتي بلغت ذروتها بمعركة بوفين، والتي انتهت بكارثة عليهم وهزيمتهم، بحيث كان آخر من يستسلم، ورفض الخضوع لـ فيليب أغسطس، أراضيه أُعطيت لصهره فيليب هوربيل، وفي حين ظل رينو مسجوناً في بيرون لبقية حياته، التي انتهت بـ انتحاره، ابنته الوحيدة ماتيلدا الثانية تزوجت من فيليب هوربيل.